# Trophée du gardien de but de l'année de la Major League Soccer
Le trophée du gardien de but de l'année (en anglais MLS Goalkeeper of the Year Award) est une récompense individuelle décernée chaque année par la Major League Soccer, la première division nord-américaine de soccer, au meilleur gardien de but de la saison régulière.

## Palmarès
| Saison | Gardien           | Équipe                               |
| ------ | ----------------- | ------------------------------------ |
| 1996   | Mark Dodd         | Burn de Dallas                       |
| 1997   | Brad Friedel      | Crew de Columbus                     |
| 1998   | Zach Thornton     | Fire de Chicago                      |
| 1999   | Kevin Hartman     | Galaxy de Los Angeles                |
| 2000   | Tony Meola        | Wizards de Kansas City               |
| 2001   | Tim Howard        | MetroStars                           |
| 2002   | Joe Cannon        | Earthquakes de San José              |
| 2003   | Pat Onstad        | Earthquakes de San José              |
| 2004   | Joe Cannon        | Rapids du Colorado                   |
| 2005   | Pat Onstad        | Earthquakes de San José              |
| 2006   | Troy Perkins      | D.C. United                          |
| 2007   | Brad Guzan        | Chivas USA                           |
| 2008   | Jon Busch         | Fire de Chicago                      |
| 2009   | Zach Thornton     | Chivas USA                           |
| 2010   | Donovan Ricketts  | Galaxy de Los Angeles                |
| 2011   | Kasey Keller      | Sounders de Seattle                  |
| 2012   | Jimmy Nielsen     | Sporting Kansas City                 |
| 2013   | Donovan Ricketts  | Timbers de Portland                  |
| 2014   | Bill Hamid        | D.C. United                          |
| 2015   | Luis Robles       | Red Bulls de New York                |
| 2016   | Andre Blake       | Union de Philadelphie                |
| 2017   | Tim Melia         | Sporting Kansas City                 |
| 2018   | Zack Steffen      | Crew de Columbus                     |
| 2019   | Vito Mannone      | Minnesota United                     |
| 2020   | Andre Blake       | Union de Philadelphie                |
| 2021   | Matt Turner       | Revolution de la Nouvelle-Angleterre |
| 2022   | Andre Blake       | Union de Philadelphie                |
| 2023   | Roman Bürki       | St. Louis City                       |
| 2024   | Kristijan Kahlina | Charlotte FC                         |

## Bilan
| Équipe                               | Titres |
| ------------------------------------ | ------ |
| Sporting Kansas City                 | 3      |
| Earthquakes de San José              | 3      |
| Union de Philadelphie                | 3      |
| Fire de Chicago                      | 2      |
| Galaxy de Los Angeles                | 2      |
| D.C. United                          | 2      |
| Chivas USA                           | 2      |
| Red Bulls de New York                | 2      |
| Crew de Columbus                     | 2      |
| Charlotte FC                         | 1      |
| Rapids du Colorado                   | 1      |
| FC Dallas                            | 1      |
| Timbers de Portland                  | 1      |
| Sounders de Seattle                  | 1      |
| Minnesota United                     | 1      |
| Revolution de la Nouvelle-Angleterre | 1      |
| St. Louis City                       | 1      |

| Nationalité | Titres |
| ----------- | ------ |
| États-Unis  | 18     |
| Jamaïque    | 5      |
| Canada      | 2      |
| Croatie     | 1      |
| Danemark    | 1      |
| Italie      | 1      |
| Suisse      | 1      |